# 아키타 노던 해피네츠

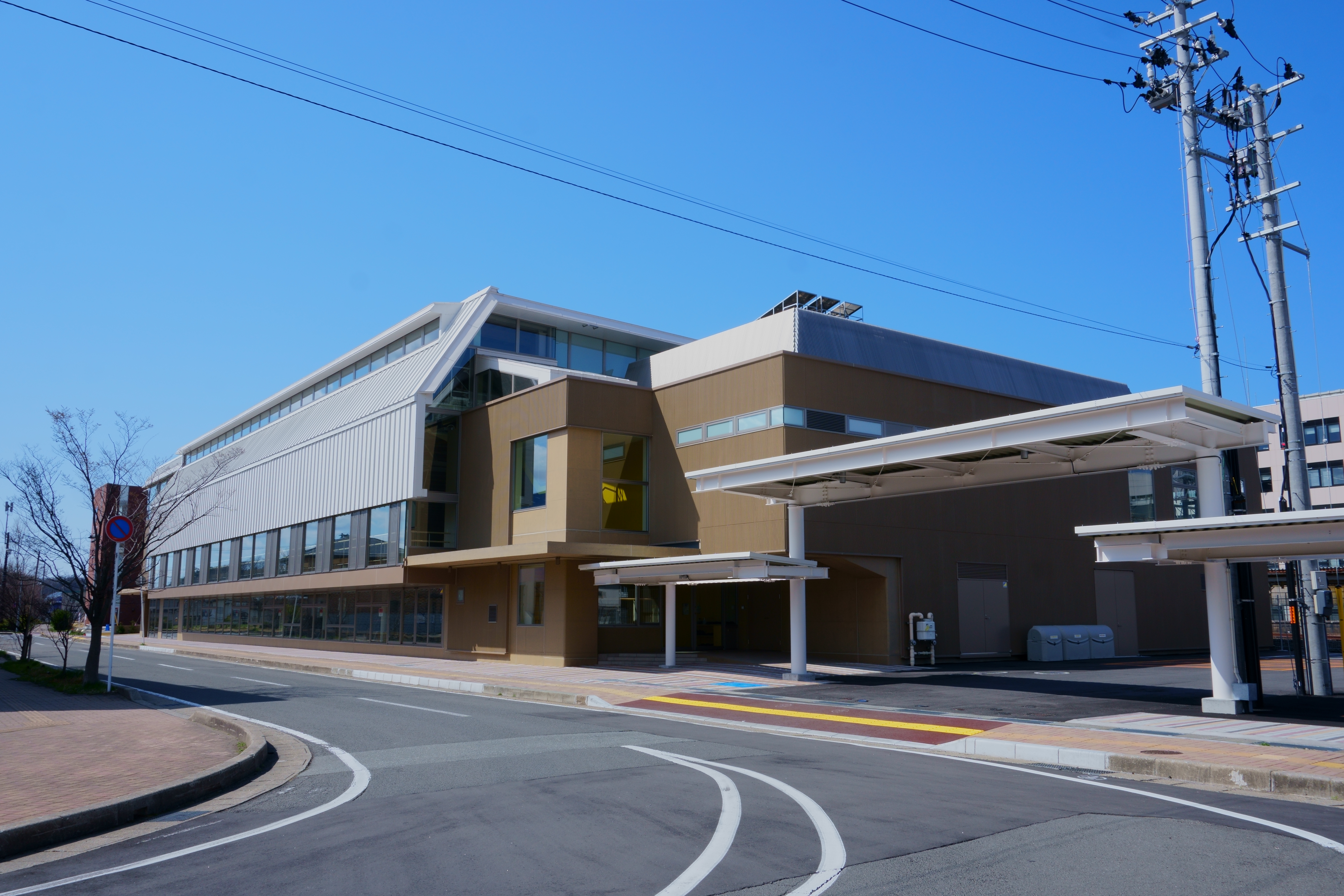

아키타 노던 해피네츠(일본어: 秋田ノーザンハピネッツ)는 아키타 현을 중심으로 한 B.League에 소속된 프로농구 팀이다.

## Pre-season games

### 2012
아키타 62-74 원주
아키타 58-69 원주

### 2018
아키타 71-94 창원
아키타 71-99 창원

## 과거 주요 선수
- 정세영 (2011)
- 도가시 유키
- 리차드 로비
- 리오 라이온스

## 식당 농구 선수들이 모여
- 불고기 레스토랑 大昌 원[1]